# ポルキュス (衛星)
ポルキュス ((65489) Ceto I Phorcys) は、太陽系外縁天体 (65489) ケトの衛星、または二重小惑星の伴星。主星ケトの直径が172km前後なのに対し、ポルキュスはその8割弱の大きさである。
2006年4月11日にハッブル宇宙望遠鏡によって発見され、同年11月9日にケートーの夫ポルキュースに因んで命名された。